# 小绥芬河
小绥芬河，古称鄂勒欢绥芬河，位于中华人民共和国黑龙江省东部，是绥芬河左岸支流，发源于穆棱市东部穆棱镇黑松山，蜿蜒向南流经中楞、新十文字、二道沟，过十文字旅游区后进入东宁市境内，经绥阳镇和道河镇，最后于道河镇河东村东南汇入绥芬河。河长137千米，河道平均比降3.4‰，流域面积3435平方千米，年均径流量6.01亿立方米。小绥芬河是一条山溪性河流，流域内平地较少，多为山区。山体陡峻，森林繁茂，植被覆盖良好。山林中有东北虎、亚洲黑熊、野猪等动物繁衍生息。